# Hongszanozaur
Hongszanozaur (Hongshanosaurus houi) – dinozaur z grupy ceratopsów (Ceratopsia).
Żył w epoce wczesnej kredy (ok. 124 mln lat temu) na terenach wschodniej Azji. Długość ciała ok. 2 m (długość czaszki 20 cm), wysokość ok. 80 cm, masa ok. 100 kg. Jego szczątki znaleziono w Chinach (w prowincji Liaoning).